# Neosho Falls (Kansas)
Neosho Falls é uma cidade localizada no estado americano de Kansas, no Condado de Woodson.

## Demografia
Segundo o censo americano de 2000, a sua população era de 179 habitantes.
Em 2006, foi estimada uma população de 170, um decréscimo de 9 (-5.0%).

## Geografia
De acordo com o United States Census Bureau tem uma área de
1,4 km², dos quais 1,4 km² cobertos por terra e 0,0 km² cobertos por água. Neosho Falls localiza-se a aproximadamente 297 m acima do nível do mar.

## Localidades na vizinhança
O diagrama seguinte representa as localidades num raio de 20 km ao redor de Neosho Falls.